# Kate Sessions

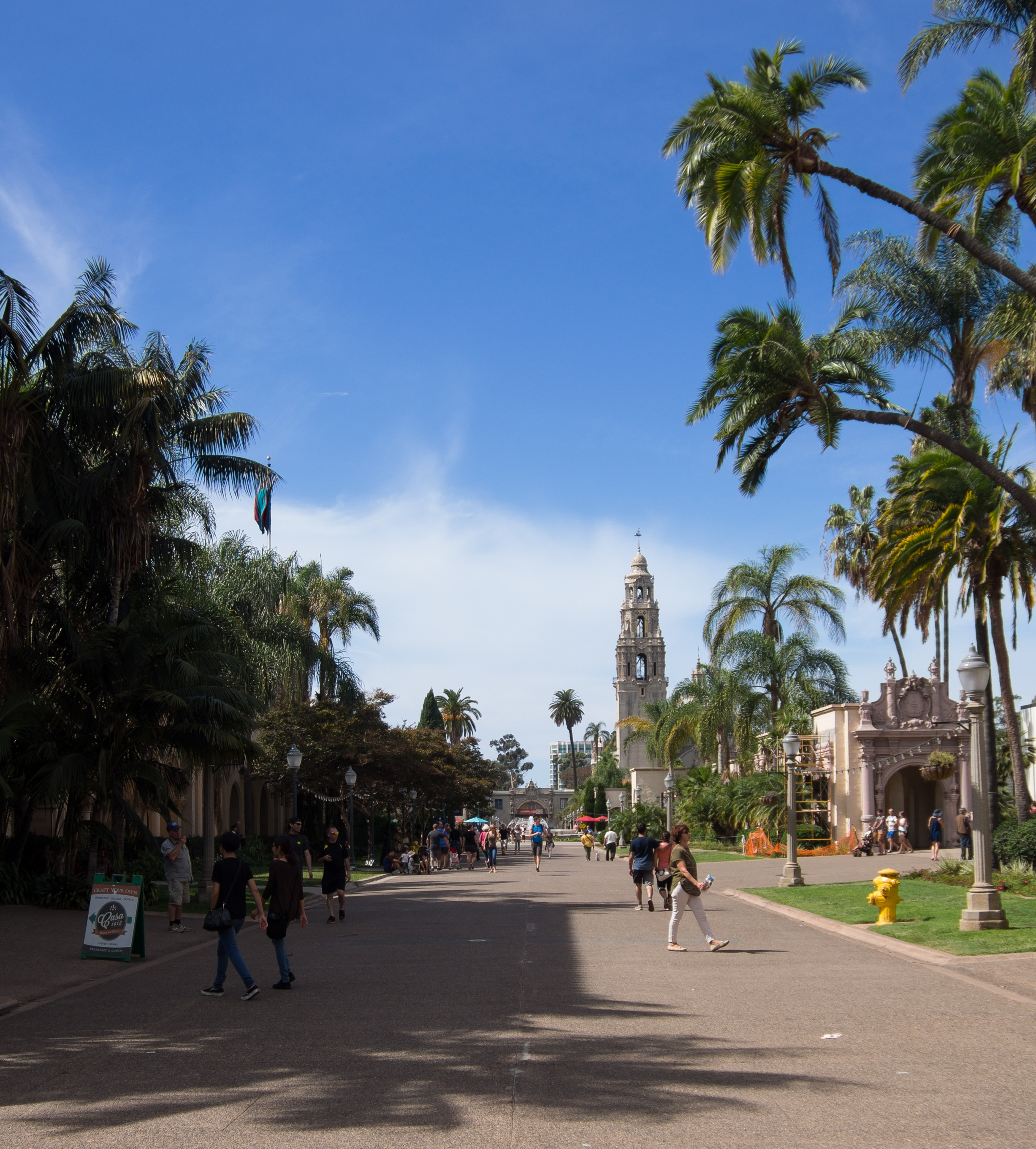
Parque Balboa, San Diego

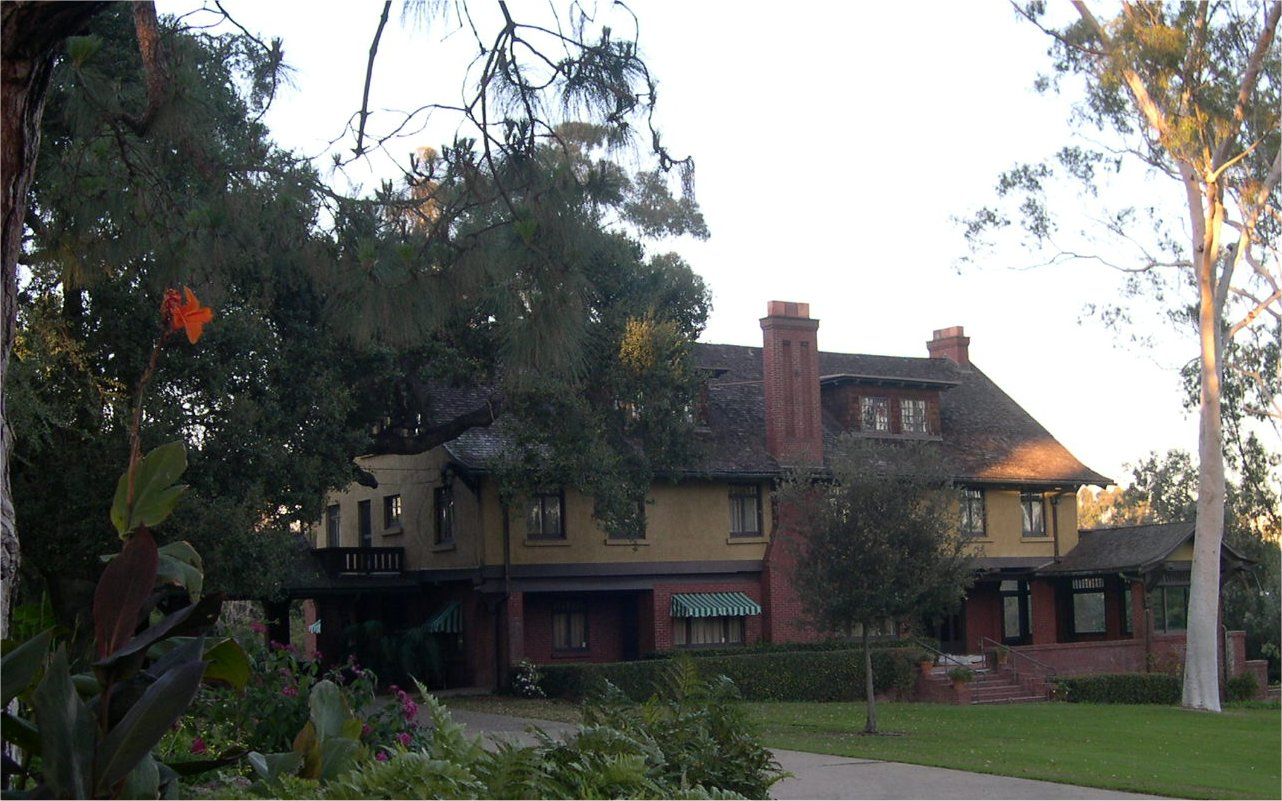
Casa de George y Anna Marston, San Diego

Katherine Olivia "Kate" Sessions (8 de noviembre de 1857 - 24 de marzo de 1940) fue una botánica norteamericana, dedicada a la horticultura y a la arquitectura paisajista. Es conocida como la Madre del Parque Balboa de San Diego.

## Primeros años
Sessions nació en San Francisco, California. A los seis años, se mudó con su familia a una granja cerca de Lake Merritt. Hizo la escuela secundaria en Oakland y luego, junto a su familia, estuvo viajando dos meses por las Islas de Hawái.  
Asistió a la Universidad de California, Berkeley en 1881 donde estudió Ciencias Naturales. Su trabajo de graduación se denominó “The Natural Sciences as a Field for Women’s Labor”. Asistió a la Escuela de Negocios de San Francisco en un curso donde era una de las dos mujeres en la clase. La otra era la famosa ictióloga Rosa Smith Eigenmann. 
Kate Sessions posteriormente se trasladó a San Diego para trabajar como docente en un octavo grado y como vicedirectora en la Escuela Russ (actualmente la Escuela Preparatoria San Diego). Trabajó allí durante casi un año, pero debió abandonar a causa de problemas de salud.

## Trayectoria
En San Diego, Sessions rápidamente se dedica a su verdadera pasión, el cultivo de plantas. En 1885, compra un vivero; a los pocos años ya era la dueña de una florería así como de campos de cultivo y de viveros en Coronado, Pacific Beach y Mission Hills. Los viveros de Mission Hills  que fueron fundados en 1910 y vendidos posteriormente a sus empleados los hermanos Antonicelli en 1926, continúan en funcionamiento a la fecha.
En 1892 Sessions consigue un contrato con la Ciudad de San Diego, para realizar arreglos en 30 acres (120,000 m²) en el Parque Balboa (luego llamado Parque de la Ciudad). Estos arreglos dejaron al parque con un despliegue de cipreses, pinos, robles, molles y eucaliptos, producto de diferentes semillas de alrededor del mundo. La mayoría de los árboles más antiguos del parque fueron plantados por ella. Entre otras especies importadas por ella, fueron el jacarandá, ahora común en la ciudad. Ella también coleccionó, propagó e introdujo muchas especies de plantas nativas californianas a la horticultura comercial y a los jardines. En 1900 ella hizo un viaje a Baja California para encontrar una palmera exótica que quería plantar en el parque. También realizó un viaje de siete meses a través de Europa donde coleccionó múltiples variedades de plantas que utilizó para sembrar en el parque. En 1902 se organiza el Comité de Mejoramiento del Parque integrado por ella, el político y filántropo George W. Marston y la editora Mary B. Coulston. El trabajo de Sessions resultó fundamental para asegurar el lugar del parque en la vida de la comunidad. En el proyecto trabajó también el arquitecto paisajista Samuel B. Parsons, Jr.

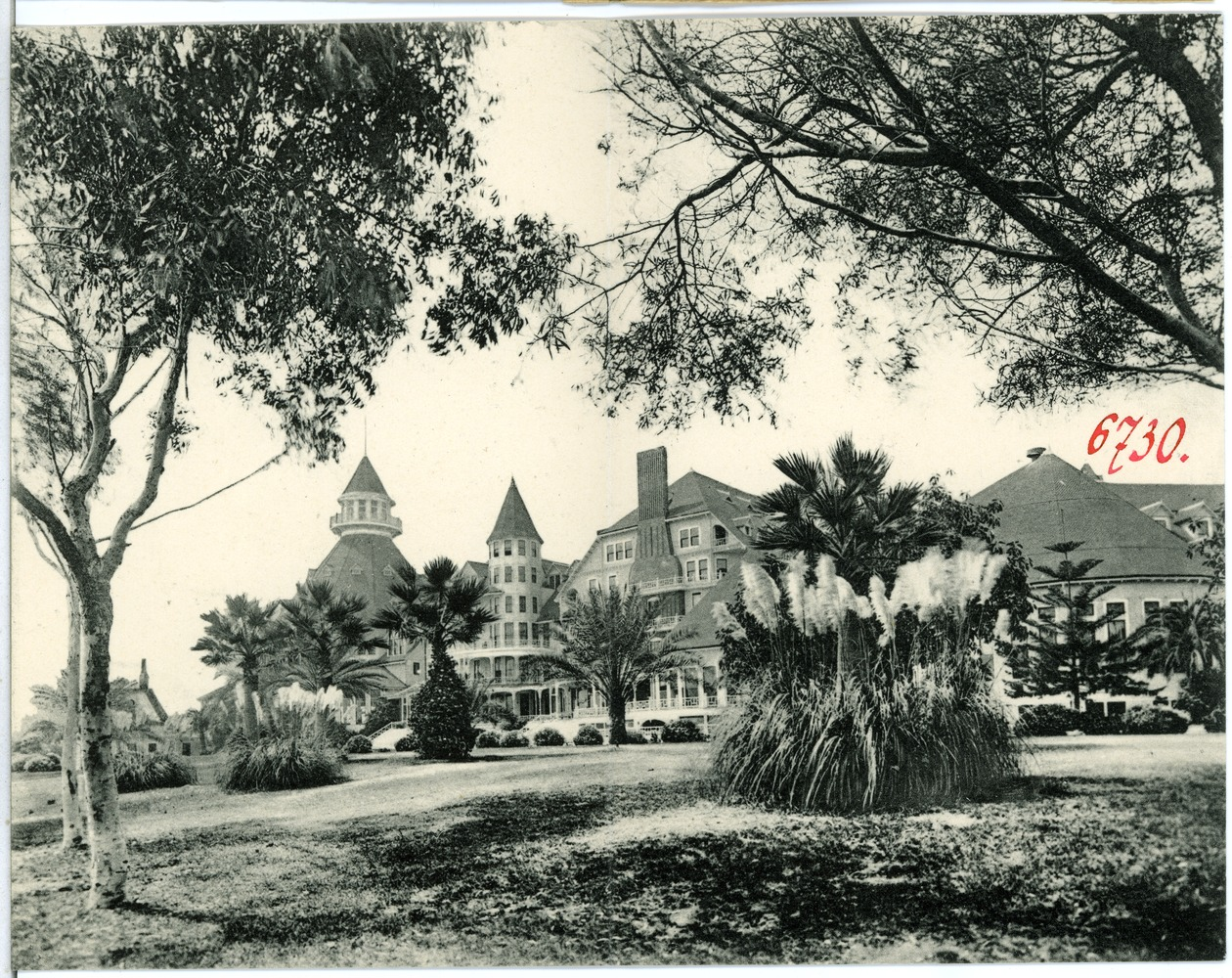
Hotel del Coronado, San Diego

Junto a Alfred D. Robinson fundó la Asociación Floral de San Diego en 1907; es la más antigua en Southern California. Fue un sitio relevante donde se difundió cómo cultivar plantas ornamentales. 
Participó en el diseño de jardines de obras importantes de San Diego, entre ellas el Hotel del Coronado y la Casa de George y Anna Marston que están hoy catalogadas como sitios históricos. El jardín ocupa unos 5 acres con especies exóticas y nativas que fueron provistas por los viveros de ella. La casa fue diseñada y construida por los renombrados arquitectos William Sterling Hebbard and Irving Gill. 
Sessions trabajó con la arquitecta Hazel Wood Waterman en el diseño de jardines de un grupo de casas construidas en San Diego por Alice Lee cerca del Parque Balboa. 

## Reconocimientos
Sessions fue honrada con el título de Madre del Parque de Balboa en la Exposición Internacional de California Pacific que tuvo lugar el 22 de septiembre de 1935. En 1939 fue la primera mujer en recibir la prestigiosa medalla Frank N. Meyer de la Asociación Americana de Genética.
En Pacific Beach, una escuela lleva su nombre. En Mount Soledad, está el Kate O. Sessions Memorial Park. En 1998 se erigió una estatua dedicada a ella en una localización prominente del Parque Balboa. Es la única escultura en San Diego dedicada a una mujer real. El Museo de Historia de las Mujeres en California incorporó en 2006 a Kate Session en el Salón de la Fama de las Mujeres del Condado de San Diego.
En 2013 se publicó un libro para niños denominado The Tree Lady: The True Story of How One Tree-Loving Woman Changed a City Forever que cuenta la vida de Sessions, su formación y contribuciones a la vida de San Diego.

## Vida personal
Sessions nunca se casó y vivió hasta los 82 años. Cuando murió en San Diego el 24 de marzo de 1940 fue enterrada en el cementerio de Mount Hope.